# Василиос-Евменис Визас
Василиос-Евменис Константину Визас (на гръцки: Βασίλειος-Ευμένης Κωνσταντίνου Βύζας) е гръцки лекар и политик от края на XX - началото на XXI век, депутат от Нова демокрация.

## Биография
Роден е на 24 септември 1937 година в голямото кайлярско село Емборе. Завършва хирургия в Атинския университет. Защитава докторат в същия университет и в Парижкия университет, където е учи в периода 1970-73. Визас е президент на Медицинското дружество на Западна Македония и на Кожани, директор на здравните служби на гръцката електрическа компания, и директор на различни хирургични клиники. От 1990 до 1993 година е директор на болница „Кожани“.
Той е избран за депутат на Кожани за първи път на изборите в 1996 година с Нова демокрация. Преизбран е в 2000 година със същата партия.